# Kitāb al-išārāt wa ’l-tanbīhāt
Il Kitāb al-išārāt wa ’l-tanbīhāt (in arabo الإشارات والتنبيهات, traducibile come Libro delle indicazioni e delle messe in allerta) è una summa filosofica attribuita al medico e filosofo arabo Avicenna. Scritto tra il 1030 e il 1034, rappresenta il culmine della carriera filosofica dell’autore e la sintesi estrema della filosofia di Aristotele rielaborata in ambito arabo-islamico.

## Titolo e metodo espositivo
Il titolo scelto da Avicenna, Indicazioni e messe in allerta, fa riferimento al metodo di esposizione che l’autore ha scelto per trattare gli elementi essenziali della prassi filosofica: gli argomenti sono accennati e riportati con uno stile conciso, adatto a richiamare nella mente i concetti principali per poi lasciare allo studente l’elaborazione teorica completa e contribuire così alla sua formazione.
L'opera si configura come esempio concreto della prassi filosofica avicenniana, che consisteva nel dedurre i Corollari dai Principi Fondamentali attraverso il ricorso all’Intuizione. Questo metodo di composizione è stato definito "allusivo". Lo stesso Avicenna, nel Prologo alla prima parte dell’opera, sottolinea lo stile dell’opera nel seguente modo:
se la perspicacia afferra la tua mano, diventerà facile per te dedurre i Principî Corollari dai primi e sviluppare i dettagli degli ultimi.»
(Avicenna, Libro delle indicazioni e delle messe in allerta, contenuto in Avicenna e la tradizione aristotelica di Dimitri Gutas, traduzione italiana di Marienza Benedetto, p. 74)
Un secondo motivo per cui Avicenna sceglie di utilizzare un metodo di esposizione così oscuro e poco immediato è quello di rendere inaccessibili gli insegnamenti filosofici a coloro che ne sarebbero stati indegni, o anche solo poco istruiti o istruiti in scienze differenti, che avrebbero potuto travisare i testi, abituati ad un metodo espositivo di tipo "simbolico". Anche questo è ribadito da Avicenna nel Prologo della seconda parte dell'opera:
5. Qui ripeto il mio avvertimento ed esprimo nuovamente la richiesta che i contenuti di queste parti siano Occultati, per quanto possibile, a coloro
 che non rispondono alle condizioni da me stabilite alla fine di tali Indicazioni.»
(Avicenna, Libro delle indicazioni e delle messe in allerta, contenuto in Avicenna e la tradizione aristotelica di Dimitri Gutas, traduzione italiana di Marienza Benedetto, p. 75)
Nell'Epilogo dell'opera, Avicenna elenca le caratteristiche di chi può essere degno di penetrare nelle conoscenze filosofiche racchiuse nel Kitāb al-išārāt wa ’l-tanbīhāt, per evitare che "la gente comune disobbedisse ai decreti della religione, arrecando danni a se stessa e alla società". I requisiti indispensabili sono quelli posseduti dal filosofo, cioè colui che è predisposto all’indagine teoretica, a cui non si presenterà una filosofia avicenniana "esoterica" o "mistica", bensì il sapere aristotelico integrato e sistematizzato da Avicenna verso la fine della sua vita.
6. Caro Amico:
 in queste Indicazioni ho fatto spumeggiare per te la crema della verità e ti ho nutrito con i migliori pezzi di filosofia
 in detti genuini.
 Proteggi queste cose dagli ignoranti, 
da coloro che le renderebbero banali, 
da coloro che non sono dotati di un’ardente perspicacia, 
di educazione e di studio, 
coloro le cui inclinazioni si addicono alla massa, 
o sono fra gli adulatori e i parassiti 
di questi filosofi.

7. Se trovi qualcuno che credi abbia il cuore puro, 
uno stile di vita corretto, 
che resiste alle improvvise tentazioni del Maldicente [cioè Satana], 
e volge la propria attenzione alla verità 
prontamente e sinceramente, 
allora rispondi alle sue domande un po’ alla volta, 
in frammenti, 
per fasi, 
così che tu possa capire attraverso ciò che già hai detto 
che cosa dire dopo.

Legalo con giuramenti inviolabili a Dio affinché segua il tuo cammino in ciò che gli hai additato, 
trovando sollievo in te. 

8. Se divulghi o sperperi questa conoscenza, allora Dio [farà da giudice] 
fra di noi.»
(Avicenna, Libro delle indicazioni e delle messe in allerta, contenuto in Avicenna e la tradizione aristotelica di Dimitri Gutas, traduzione italiana di Marienza Benedetto, pp. 75-76)

## Struttura dell'opera
L’opera segue la divisione canonica della filosofia, stabilita dall’aristotelismo e dai commentatori alessandrini: Logica, Fisica e Metafisica. La Logica costituisce l’argomento della prima e più ampia parte dell'opera; Fisica e Metafisica sono argomenti della seconda.
Ciascuna delle due parti è suddivisa in dieci capitoli, che nella prima parte sono definiti "metodo" (in arabo nahǧ نهج) e nella seconda parte "forma" (namaṭ نمط). I capitoli sono a loro volta suddivisi in diversi paragrafi intitolati "indicazione" (išāra اشارة) e "messa in allerta" (tanbīh تنبيه). Per cercare di descrivere al meglio ogni breve paragrafo, Avicenna utilizza anche altre parole; per esempio, se una teoria deve essere censurata, utilizza taḏnīb, se deve essere completata da un’ulteriore proposizione, premette takmila.

## Commentari medievali
Il Kitāb al-išārāt wa ’l-tanbīhāt è stato centrale nel dibattito filosofico tra l’XI e il XIII secolo. A causa del suo stile allusivo e oscuro, l’opera necessitava di essere chiarita e integrata oralmente dai dotti e, in epoca successiva alla composizione, fu sottoposta a un intenso lavoro di esegesi e commento.
Faḫr al-Dīn al-Rāzī e Naṣīr al-Dīn al-Ṭūsī sono i più noti commentatori medievali di Avicenna e i loro commentari sono stati un punto di riferimento anche per gli esegeti di età posteriore.
La tradizione esegetica medievale comprende le seguenti opere, molte delle quali non disponibili in un'edizione critica:
- Sharaf al-Dīn al-Masʿūdī (morto nel 1186), Kitāb al-Shukūk al-Masʿūdiyya li-l-Išārāt
- Faḫr al-Dīn al-Rāzī (morto nel 1209), Jawābāt ʿan Shukūk al-Masʿūdī, Lubāb Kitāb al-išārāt e Šarḥ al-Išārāt wa ’l-tanbīhāt
- Najm al-Dīn Nakhjuwānī (morto nel 1229), Šarḥ al-Išārāt
- Sayf al-Dīn al-Āmidī (morto nel 1243), Kashf al-tamwīhāt fi Sharḥ al-Išārāt wa ’l-tanbīhāt
- Naṣīr al-Dīn al-Ṭūsī (morto nel 1274), Ḥall mushkilāt al-Išārāt

Il commentario di Ṭūsī si può leggere nell’edizione araba dell’opera di Avicenna curata da S. Dunyā: al-Išārāt wa ’l-tanbīhāt ma‛a šarh Nasīr al-Dīn al-Tūsī, (Il Cairo, 1960).

## Edizioni e traduzioni moderne
L’unica edizione critica dell’opera risale alla fine dell'Ottocento ed è quella curata da  J. Forget, Livre des directives et remarques, Francoforte sul Meno, Institut für Geschichte der Arabisch-Islamischen Wissenschaften an der Johann Wolfgang Goethe-Universität, 1991  [1892].
In uno studio del 2013 Lameer ha sottolineato che l’edizione di Forget si basa su pochi manoscritti, molti dei quali da ridatare ad un’epoca successiva (intorno al Seicento). Per questo, è necessaria una nuova edizione del Kitāb al-išārāt wa ’l-tanbīhāt, tenendo conto soprattutto del testimone più antico dell’opera, individuato nel manoscritto datato 1122  Teheran, Ketābkhāna Melli-ye Malek, 713. 
Sull’edizione critica di Forget sono state condotte le seguenti traduzioni moderne in lingue occidentali:
- (FR) A. M. Goichon, Livre des directives et remarques, Francoforte sul Meno, 1991  [1951].
- (EN) Shams C. Inati, Ibn Sina Remarks and Admonitions: Part One: Logic, 1984.
- (EN) Shams C. Inati, Ibn Sina and Mysticism: Remarks and Admonitions: Part Four, 1996.
- (EN) Shams C. Inati, Ibn Sina’s Remarks and Admonitions: Physics and Metaphysics. An Analysis and Annotated Translation, 2014.

## Ricezione in ambiente cristiano orientale
Nel corso dei secoli, studiosi ed ecclesiastici appartenenti al cristianesimo orientale di lingua siriaca hanno cercato di sviluppare la paideia greca, affiancandola e integrandola con il cristianesimo. A questo scopo "spirituale" e ad altri fini "secolari" (come la necessità delle conoscenze mediche e scientifiche in generale) sono servite le traduzioni dal greco al siriaco del V e VI secolo, in una prima fase dello sviluppo della letteratura siriaca e della filosofia che si può denominare "greco-siriaca".
Una seconda fase si sviluppa a partire dal VII secolo, con la nascita e l’espansione dell’Islam: gli arabo-musulmani, recuperando alcune opere e traduzioni dal greco al siriaco, sviluppano una tradizione filosofica di stampo aristotelico (la falsafa), fusa con elementi coranici, cristiani e soprattutto neoplatonici.
Quest’ulteriore sviluppo della filosofia in Oriente fino al X-XI secolo rende necessario ai dotti siriaci coevi un’integrazione delle loro conoscenze scientifiche e filosofiche, a partire dagli scritti prodotti dai sapienti musulmani: nel periodo tra XI e XIII secolo si delinea così un "pensiero siro-arabo". È il cosiddetto Rinascimento siriaco (Syriac renaissance), di cui il massimo esponente fu Barebreo (1226-1286), ecclesiastico, medico e studioso che si propose di rivitalizzare la cultura in lingua siriaca con le sue opere.
Barebreo si occupò di quasi tutti i campi del sapere del suo tempo e dedicò alla filosofia diverse opere, aderendo alle teorie dell’Avicennismo. Fra le sue opere filosofiche, compilò anche una traduzione del Kitāb al-išārāt wa ’l-tanbīhāt di Avicenna, opera fondamentale nel XIII secolo e diffusamente commentata dagli esegeti arabo-musulmani, nota in siriaco come Ktābā d-remzē wa-m‛irānwātā (ܟܬܒܐ ܕܪܡܙ̈ܐ ܘܡܥܝܪ̈ܢܘܢܬܐ).
Il più antico codice conosciuto contenente quest’opera è il manoscritto Gregorius Barhebraeus, K. d-remzē wa-m‛irānwātā, Firenze, Biblioteca Medicea Laurenziana, Orientale, 86. Questo testimone bilingue è datato 1278 ed è arrivato in Italia verso la fine del Cinquecento; è un testimone importante per la storia degli studi filosofici arabi e siriaci riguardanti il Kitāb al-išārāt wa ’l-tanbīhāt, perché contiene il testo originale in arabo in grafia araba affiancato alla sua traduzione siriaca in grafia serṭā.
La particolarità di questo manoscritto risiede nell’adattamento della terminologia filosofica di Avicenna: Barebreo non si limita a tradurre superficialmente il lessico tecnico, ma opera una vera e propria azione di recupero del pensiero filosofico greco-siriaco attraverso prestiti dal siriaco filosofico del V-VI secolo e nuovi calchi dall’arabo avicenniano.
Recentemente, è stato pubblicato uno studio aggiornato riguardante la tradizione siriaca del Kitāb al-išārāt wa ’l-tanbīhāt e il manoscritto Firenze, Biblioteca Medicea Laurenziana, Orientale 86.